# Pont de Zhijinghe
Le pont de Zhijinghe (chinois simplifié : 支井河特大桥 ; chinois traditionnel : 井河特大橋 ; pinyin : Zhījǐnghé tè dàqiáo) franchit la Zhijinghe River près de Dazhipingzhen dans la municipalité de Hubei en République populaire de Chine. Il s'agit d'un pont en arc de type CFST (tubes en acier remplis de béton : concrete filled steel tubular en anglais) à tablier porté avec une portée principale de 430 m, et figure parmi les plus grands ouvrages réalisés suivant cette technique.
Il détient le record du plus haut pont en arc jamais construit avec une hauteur de 294 m (mesurée entre le tablier et le niveau du sol), titre anciennement détenu par le New River Gorge Bridge en 1977, puis par le pont Suiboteilu Beipanjiang en 2001.

## Description
L'ouvrage est situé sur l'autoroute G50 (aussi appelée Huyu Expressway) reliant Shanghai à Chongqing, sur le tronçon entre Enshi et Yichang dans la province de Hubei, ses deux viaducs d'accès donnent directement sur des tunnels, ce qui lui confère également le record du plus haut pont de tunnel à tunnel. L'arche est constituée de 8 tubes d'acier de 1 200 mm de diamètre et d'épaisseurs variant entre 24 et 35 mm, liés entre eux à l'aide d'une structure en treillis. Ils furent remplis de béton C50 à faible retrait et sans vibration, mis en œuvre à l'aide de pompes à béton à raison de 8 à 12 heures par tube. Le tablier est composé de poutres en béton précontraint continues.
La réalisation de l'ouvrage fut complexe en raison d'accès difficiles et de la morphologie du lieu, l'hiver 2007 a été marqué par de grandes quantités de neige et un séisme s'est produit le 12 mai 2008. L'arche a été mise en place par encorbellements avec haubanage provisoire ancré dans les tunnels de part et d'autre de l'ouvrage, les différents éléments ont été érigés à l'aide d'une grue à câbles d'une capacité de 300 tonnes (répartie entre quatre points de levage).

Élévation du pont de Zhijinghe